# Колосков, Михаил Павлович
Михаил Павлович Колосков (30 октября 1915, Тихоновка, Таврическая губерния — 10 мая 1994) — советский комбайнёр. Герой Социалистического Труда (1953).

## Биография
Михаил Колосков родился 30 октября 1915 года в деревне Тихоновка Перекопского уезда Таврической губернии (сейчас в Красноперекопском районе Крыма).
Участвовал в Великой Отечественной войне.
После освобождения Крыма от немецко-фашистских оккупантов работал комбайнёром на Красногвардейской машинно-тракторной станции. Трудился на полях колхоза имени Молотова, чья центральная усадьба располагалась в селе Найлебен (сейчас Восход).
27 марта 1952 года за ударный труд в уборочную 1951 года был награждён орденом Ленина.
В 1952 году на комбайне «Сталинец-6» за 20 дней намолотил 10 342 центнера зерна.
21 августа 1953 года указом Президиума Верховного Совета СССР за достижение высоких показателей на уборке и обмолоте зерновых культур в 1952 году получил звание Героя Социалистического Труда с вручением ордена Ленина и золотой медали «Серп и Молот».
С 1958 года, после того как МТС была расформирована, до середины 1970-х годов работал комбайнёром в колхозе «Россия», созданном на базе колхоза имени Молотова в Нейслебене (Восходе).
Жил в селе Восход Красногвардейского района.
Награждён орденами Октябрьской Революции (8 декабря 1973), Отечественной войны 2-й степени (11 марта 1985), медалями, в том числе двумя «За трудовую доблесть» (6 августа 1949, 13 января 1950).
Умер 10 мая 1994 года. Похоронен на Восходненском сельском кладбище.